# Jules de Laurière
Jules de Laurière (2. prosince 1825, La Rochefoucauld, Charente – 3. října 1894, Paříž) byl francouzský amatérský archeolog a průkopník v oblasti archeologické fotografie.

## Rodina
Jules de Laurière, vlastním jménem Mathieu, Louis, Jules Pasquet du Bousquet de Laurière, se narodil jako syn Clair Mathieu Pasquet du Bousquet de Laurière (1767–1831), šlechtice, advokáta a poradce prince z Condé, starosty Saint-Projet, a Marie-Victoire de Jean de Jovelle (1782–1847). Rodina Pasquet du Bousquet de Laurière pocházela z oblasti Angoumois a byla povýšena do šlechtického stavu v roce 1702. Jejich erb obsahuje: „modrý štít se zlatým hrotem, na něm stříbrný půlměsíc a dvě hvězdy, vše ve stejné barvě, a pod ním se nachází stříbrná koule na zlatém podstavci“. Mezi členy rodiny byli i tři rytíři svatého Ludvíka.
Jules de Laurière nezaložil rodinu a nezanechal žádné potomky.

## Kariéra
Jules de Laurière byl amatérský archeolog a nadšenec do fotografie.
Byl členem několika učených společností; v roce 1844 se stal dopisujícím členem Archeologické a historické společnosti v Charente ; v roce 1868 byl zvolen řádným členem Francouzské společnosti pro numismatiku a archeologii, v roce 1876 Společnosti pro starožitnosti Francie a Zeměpisné společnosti. V roce 1877 byl jmenován tajemníkem Francouzské archeologické společnosti a v roce 1887 stálým členem Společnosti starožitníků Francie . Byl generálním tajemníkem magazínu Bulletin monumental des Monuments historiques (Poznámka: Bulletin monumental des Monuments historiques je odborný časopis, který se zaměřuje na ochranu a studium kulturního dědictví, především historických památek. Vydáván je ve Francii a slouží jako významný nástroj pro dokumentaci a publikaci výzkumů a obnovy památek. Časopis přináší odborné články, studie a zprávy o historických objektech, architektuře, archeologii a dalších oblastech spojených s ochranou kulturního dědictví.).
V roce 1873 se Jules de Laurière účastnil archeologické mise vedené Antoine Héronem de Villefosse, který byl pověřen ministerstvem školství, aby zdokumentoval svého času nedávno objevené nápisy v provincii Constantine v Alžírsku a přivezl tři antické památky z Lambésy pro Muzeum Louvre. Laurière měl na starosti vypracování plánů a fotografickou dokumentaci. Pořídil přibližně padesát fotografií, z nichž dvacet bylo uchováno v archivech Muzea Louvre.
Publikoval různé články o kostele Saint-Yves-des-Bretons v Římě, jehož zničení litoval. Fotografoval četné francouzské památky.

## Publikace
- Deux mausolées africains : le Medracen et le Tombeau de la Chrétienne. Bulletin monumental ou collection de mémoires et de renseignements sur la statistique monumentale de la France. 1874, s. 305–347. Dostupné online. (francouzsky)
- « Funérailles du cardinal Robert Guibé. Un mot sur la chapelle des Guibé à Rennes », dans Congrès archéologique de France. Séances générales tenues par la Société française pour la conservation des monuments historiques à Vannes, 1881, Paris, 1882, s. 257-263.
- « L'église Saint-Yves des Bretons à Rome, ses dalles funéraires et ses inscriptions», dans Congrès archéologique de France. Séances générales tenues par la Société française pour la conservation des monuments historiques à Caen, 1883, Paris, 1884.
- avec Eugène Müntz : Giuliano da Sangallo et les monuments antiques du Midi de la France au XVe siècle, 1885, 36 s.-[6] f.